# Clubiona juvenis
Clubiona juvenis är en spindelart inom släktet Clubiona och familjen säckspindlar. Inga underarter finns listade i Catalogue of Life. Clubiona juvenis beskrevs av Eugène Simon 1878.

## Utseende
Clubiona juvenis är sex millimeter lång, färgen är ljust halmgul och käkarna är mörka. Den känns bäst igen på hanens parningsorgan pedipalperna, som sitter på huvudet som två små påsar. Ungarna är en millimeter stora och kan röra sig över långa avstånd och på hög höjd med hjälp av vinden. I Sverige finns ytterligare 22 arter av släktet säckspindlar, där det främst är parningsorganen som skiljer de olika arterna åt.

## Utbredning
Clubiona juvenis har observerats i 15 länder: Italien, Schweiz, Österrike, Rumänien, Frankrike, Storbritannien, Irland, Nederländerna, Belgien, Tyskland, Polen, Litauen, Estland och Finland. 
Den hittades för första gången i Sverige vid Landsort på ön Öja i Stockholms södra skärgård 2019. Experter tror att den kan finns spridd längs den svenska kusten och att den har kommit till landet på egen hand och anses därför inte som en invasiv art i Sverige.

## Ekologi
Arten har förmåga att förflytta sig över stora områden genom så kallad ballongflykt, då den låter en silkestråd hänga från bakkroppen. Genom elektrostatisk repulsion och vind kan djuret förflyttas över stora områden.